# 王福 (正統進士)
王福（1406年—？），字宗善，山西太原府清源縣（今清徐縣）人，民籍。明朝政治人物。

## 生平
正統三年（1438年）戊午科山西鄉試第一名。入國子監，深得祭酒李時勉器重。正統十年（1445年）登進士。授監察御史，照刷陝西三司文劵，遷順天府府丞，轉府尹。

## 家族
曾祖父王仲溫。祖父王志道。父亲王意。